# COVER ALL YO!
『COVER ALL YO!』（カヴァー・オール・ヨォー）は、山崎まさよし初の洋楽カヴァーアルバム。邦楽カヴァー・アルバム『COVER ALL HO!』（規格品番：UPCH-20052）と同時発売された。2007年10月31日発売。制作はNAYUTAWAVE RECORDS、発売・販売元はユニバーサルミュージック。規格品番：UPCH-20051。

## 解説
邦楽カヴァー集『COVER ALL HO!』（UPCH-20052）と同時発売された洋楽カヴァー・アルバム。
「Daydream Believer」は本アルバム以前から、NTT西日本「フレッツ・光」のCMソングとして使用されていたもので、初CD音源化となった。2007年7月29日、グッドウィルドーム（当時の名称）で開催された「Augusta Camp 2007」でも披露されている。
ビートルズの「All My Loving」は、招待制スタジオ・ライブ『おんがく 山崎まさよし』（BS-iで2003年に放送）で歌われたことがある。
ほぼ全てのアレンジ・演奏を山崎自身がこなしているが、ゲスト・ミュージシャンを招いた作品もある。 「Just The Two Of US」で共演しているオルケスタ・デ・ラ・ルスは本作品以前にも、10周年記念シングル・ベスト『BLUE PERIOD』（2005年9月21日発売）をリリースした頃に出演したフジテレビ系列音楽番組『僕らの音楽2』で「セロリ」をセッションした。他は「#コラボレーション」参照のこと。
初回生産分のみ、三面デジパック仕様。『HO!』と二枚同時に購入すると、先着でCD2作収納可能な三方背スリーブ・ケースが店頭で入手できたほか、抽選で1000名にスペシャルブックレットが当たる応募券付。CDジャケットでは、洋食屋の料理人風コスチュームを着衣しており（初回盤・通常盤ともジャケット写真は共通）、洋食屋（あるいはフランス料理店）のメニュー風のサブタイトルがつけられている。
同年11月5日より、本アルバムに連動したライブ“YAMAZAKI MASAYOSHI COVER HALL TOUR 2007”を実施した。

## 収録曲
1. Englishman In NewYork 〜ロイヤルストリングスとボサノヴァを一緒に 
  - 作詞・作曲: Sting、原曲歌唱: スティング
2. Superstition 〜野趣あふれるアコースティックで
  - 作詞・作曲: Stevie Wonder、原曲歌唱: スティーヴィー・ワンダー
3. Your Song 〜素材の美味しさをそのままに
  - 作詞・作曲: Elton John・Bernie Taupin、原曲歌唱: エルトン・ジョン
4. True Colors 〜その雰囲気に包まれて 
  - 作詞・作曲: Tom Kelly・Billy Steinberg、原曲歌唱: シンディ・ローパー
5. Respect 〜極上グルーヴをレアのままで 
  - 作詞・作曲: Otis Redding、原曲歌唱: オーティス・レディング
6. Raindrops Keep Fallin' On My Head 〜南国風プレート乗せ 
  - 作詞・作曲: Burt Bacharach・Hal David、原曲歌唱: B・J・トーマス
7. Daydream Believer 〜ウクレレの音色を添えて 
  - 作詞・作曲: John Stewart、原曲歌唱: モンキーズ
8. When You Gonna Learn 〜このリズムをお好きなだけどうぞ
  - 作詞・作曲: J.Kay、原曲歌唱: ジャミロクワイ
9. Just The Two Of US 〜サルサソース仕立て 
  - 作詞・作曲: R.MacDonalds・W.Salter・B.Wither、原曲歌唱: グローヴァー・ワシントン・ジュニア featuring ビル・ウィザース
  - 編曲: ORQUESTA DE LA KUZ & 山崎まさよし
10. All My Loving 〜シェフの家ごはん 
  - 作詞・作曲: John Lennon・Paul McCartney、原曲歌唱: ビートルズ

## 原曲
- Englishman In NewYork - Stingの1987年の楽曲。『Nothing Like the Sun』収録。
- Superstition - Stevie Wonderの1972年の楽曲。『Talking Book』収録。
- Your Song - Elton Johnの1970年の楽曲。後年にもTVドラマ主題歌やCMソングに起用される機会が多い楽曲。邦題は「僕の歌は君の歌」。
- True Colors - Cyndi Lauperの1986年の楽曲。2nd『TRUE COLORS』表題曲。
- Respect - Otis Reddingの1965年の楽曲。『Otis Blue：Otis Redding Sings Soul』収録。1967年にAretha Franklinが『I Never Loved a Man the Way I Love You』内でカヴァー。
- Raindrops Keep Fallin' On My Head - BJ THOMASの1969年の楽曲。邦題は「雨にぬれても」。映画『明日に向って撃て！』主題歌。アカデミー主題歌賞を受賞した。
- Daydream Believer - The Monkeesの1967年の楽曲。忌野清志郎の覆面バンド「THE TIMERS」が1989年に日本語でカヴァーした。
- When You Gonna Learn - Jamiroquaiの1992年の楽曲。名の広まるきっかけとなったナンバー。『Emergency On Planet Earth』収録。
- Just The Two Of US - Glover Washington,Jr. featuring Bill Withersの1980年の楽曲。同学年・同期歌手の平井堅が、ライヴ「Ken's Bar Special in TOKYO DOME」（2005/12/20公演）でカヴァーした。邦題は「クリスタルの恋人達」。
- All My Loving - The Beatlesの1963年の楽曲。『With the Beatles』収録。

※『』はアルバム名。

## 演奏
- 山崎まさよし
  - Vocal
  - Acoustic Guitar (#1.3.8.9.10)
  - Electric Guitar (#5.6)
  - Percussions (#1)
  - Whistle, Ukulele (#6)
  - All Instruments (#2.4.7)
  - Programming (#5)
  - Hand Clap & Kitchen Percussions (#10)
- 島健
  - Piano, Woodwinds Arrangement (#1)
  - Strings Arrangement (#1.3)
- 納浩一：Wood Bass (#1)
- 金原千恵子ストリングス：Strings (#1.3)
- 高桑英世：Flute (#1)
- ボブ・ザング：Flute, Clarinet (#1)
- 若松純子：Alto Flute (#1)
- 広原利江子：Clarinet (#1)
- 菊池秀夫：Bass Clarinet (#1)
- KOME：The Voice (#2)
- 中村キタロー
  - Bass (#5.6)
  - Chorus (#5)
- 江川ゲンタ
  - Drums, Percussions (#5.6)
  - Chorus, Tambourine (#5)
- 服部隆之：Strings Arrangement & Conduct (#6)
- RUSH by 加藤高志：Strings (#6)
- 沖祥子：Violin (#7)
- 関明子：Viola (#7)
- 四家卯大：Cello (#7)
- 野崎良太：Piano, Electric Piano, Programming & All Other Instruments (#8)
- 藤谷一郎：Bass (#8)
- 中里たかし：Percussions (#8)
- NanaN.、駒澤れお、橋本肇：African Percussions (#8)
- 佐野聡：Trombone & Horn Arrangement (#8)
- 鈴木正則：Trumpet (#8)
- 春名正治：Saxophone (#8)
- NORA, JIN：Chorus (#9)
- GENTA：Timbales (#9)
- 扇谷ケント：Piano (#9)
- 渋谷和利：Bass (#9)
- 宮本仁：Congas (#9)
- 佐久間勲、五反田靖：Trumpet (#9)
- 相川等、前田大輔：Trombone (#9)
- 高橋良一、多和佐和子、米納慎一、上村潤：Hand Clap & Kitchen Percussions (#10)

## コラボレーション
- Englishman In NewYork - Collaboration with: 島健
- When You Gonna Learn - Collaboration with: Jazztronik
- Just The Two Of US - Collaboration with: オルケスタ・デ・ラ・ルス

## 関連作品
- ONE KNIGHT STANDS - 初回限定盤Disc 3に、「CROSSROADS」（ロバート・ジョンソン）のライブ・テイクを収録。
- 全部、君だった。 - 「OVER THE RAINBOW」をカヴァー、初回盤DVDに「STRAWBERRY FIELDS FOREVER」（ビートルズ）のライヴ映像収録。
- OUT OF THE BLUE - 「Stand by me」（ベン・E・キング）をカヴァー。
- 真夜中のBoon Boon - 初回盤DVDに「True Colors」のライヴ映像収録[3]